# عباس شيخ ديانغ
عباس شيخ ديانغ (بالفرنسية: Cheikh Abass Dieng) (1 يناير 1985 بسانت لويس في السنغال - ) هو لاعب كرة قدم سنغالي في مركز الوسط. لعب مع نادي إف إل سي تان هوا ونادي بودابست هونفيد ونادي بيكامكس بين دونغ ونادي سونغ لام نغي أن ونيم أولمبيك وThanh Hóa FC (1962) ‏ وASCE La Linguère ‏.

## وصلات خارجية
- عباس شيخ ديانغ على موقع قاعدة بيانات كرة القدم.إي يو (الإنجليزية)
- عباس شيخ ديانغ على موقع Soccerway.com (الإنجليزية)